# Akhmed Zakaïev
Akhmed Khalidovitch Zakaïev (en russe : Ахмед Халидович Закаев) est un acteur de théâtre russe, devenu commandant militaire du mouvement séparatiste tchétchène, puis homme politique, né le 26 avril 1959 à Balpyk Bi (en) (alors au Kazakhstan soviétique).
À la suite des guerres de Tchétchénie, considéré par la Russie comme un terroriste dangereux, il est le Premier ministre du gouvernement de la république tchétchène d'Itchkérie, une entité politique non reconnue, qui se trouve en exil. Avant le rétablissement du régime pro-fédéral en Tchétchénie en 2000, il était ministre des Affaires étrangères du gouvernement séparatiste, nommé en 1997 à ce poste par le président tchétchène Aslan Maskhadov.
Depuis 2002, il vit au Royaume-Uni avec sa famille. Une demande d’extradition formulée par la Russie en 2003 a été rejetée par la justice britannique. Il s’éloigne du président Mashkadov fin 2007 et s'autoproclame Premier ministre du gouvernement séparatiste en exil.

## Jeunesse
Akhmed Khalidovitch Zakaïev est né en 1959 à Kirovski (auj. Balpyk Bi (en)), au Kazakhstan, où sa famille vit à la suite de la déportation des Tchétchènes en 1944. Il suit des cours d'art dramatique et de danse à Voronej et à Moscou, et devient acteur au théâtre de Grozny, jouant plus particulièrement dans des pièces de Shakespeare. En 1991, il devient président de l'Union tchétchène des acteurs de théâtre.

## Guerres de Tchétchénie
En 1994, Zakaïev devient ministre de la culture dans le gouvernement de Djokhar Doudaïev. Il prend les armes lorsque la guerre éclate cette même année, participe à la bataille de Grozny et dirige la défense du village de Goïskoï en mars-avril 1995. Son groupe est basé dans le sud-ouest du pays avec son quartier général à Ourous-Martan dont il dirige le front avec le grade de « brigadier général ». En février 1996, il devient commandant de l'ensemble du « groupe de défense ouest » de l'Itchkérie. En août, ses forces participent à la reprise de Grozny, où il dirige l'assaut sur la gare centrale dans lequel meurent, d'après les informations russes, deux cents soldats du ministère de l'Intérieur.
Son action pendant la guerre lui ouvre la voie de la politique. Il devient conseiller à la sécurité du président par intérim Zelimkhan Iandarbiev et secrétaire du Conseil de sécurité tchétchène. Il participe aux négociations de Khassaviourt qui débouche sur un cessez-le-feu en 1996, mettant fin au conflit. Il devient ensuite vice-Premier ministre chargé de l'éducation et de la culture et délégué du président Aslan Maskhadov (élu en 1997) auprès des autorités fédérales de Moscou.
Au début de la seconde guerre, il dirige la garde présidentielle de Maskhadov et participe aux négociations avec des représentants de Moscou avant et après la reprise des hostilités. En 2000, il est blessé durant le siège de Grozny. Il quitte le pays et devient le porte-parole de Maskhadov en Europe de l'Ouest.

## Exil
Le 18 novembre 2001, Zakaïev est déjà recherché par la Russie, se rend à Moscou (à l’aéroport international Cheremetievo), pour rencontrer le général Viktor Kazantsev, chargé des négociations avec les séparatistes tchétchènes, mais ces négociations n’aboutissent pas.
En janvier 2002, il part s'installer au Royaume-Uni avec sa famille.
Le 18 juillet 2002, il rencontre à Zurich le précédent secrétaire du Conseil de sécurité de la fédération de Russie Ivan Rybkine.

### Demandes d'extradition
Vivant à Londres, il organise le World Chechen Congress à Copenhague en octobre 2002. Durant ce congrès il est accusé par la Russie d'être impliqué dans la prise d'otages du théâtre de Moscou. Il est arrêté le 30 du même mois avec un mandat délivré par Interpol, sur demande de la Russie qui l'accuse d'être impliqué,. Il dément cette implication, et est retenu trente-quatre jours au Danemark puis relâché, le ministre de la Justice danois évoquant un manque de preuves.
Le 7 décembre 2002, il retourne au Royaume-Uni mais est de nouveau arrêté à l'aéroport d'Heathrow, puis est relâché contre une caution de cinquante mille livres, payée par la fondation de Boris Berezovsky et l'actrice britannique Vanessa Redgrave qui l'avaient accompagné au Danemark.
Il est accusé par les autorités russes de nombreux enlèvements, des meurtres de plus de trois cents  soldats et douze civils (employés du bureau de commandement militaire), d'avoir formé et dirigé des groupes armés, de l'exécution de deux prêtres orthodoxes russes ainsi que de la préparation d'attaques terroristes en Russie, sur une période allant de décembre 1995 à janvier 2000.
Mais un des deux prêtres prétendus morts (le père Sergueï) s'est avéré être toujours en vie, alors qu'un autre témoin, le révérend Filip, supposé enlevé par Zakaïev, en 1996 revient sur son témoignage et accuse les autorités russes d'impliquer l'Église orthodoxe dans les affaires politiques.
Une autre accusation est d'avoir coupé les doigts d'Ivan Soloviov, suspecté d'être un informateur du FSB, et est basée sur un témoignage de Douk-Vakha Dochouïev fourni par la Russie. Cependant, il semblerait qu'il ait perdu ses doigts à la suite d'engelures, et il déclarera plus tard au tribunal britannique qu'il a été torturé dans une base de l'armée russe pour écrire ce témoignage.
Sergueï Kovalev, activiste défendant les droits de l'homme dit également que Zakaïev sera en danger de mort s'il est détenu en Russie, prenant comme exemple le cas de deux prisonniers tchétchènes, Salman Radouïev et Tourpal-Ali Atgeriev morts en prison et celui de Rouslan Alikhadjiev, disparu après son arrestation. Amnesty International évoque « des craintes justifiées pour la sécurité physique d’Akhmed Zakaïev, s’il était renvoyé en Russie »[source insuffisante].
D'après l'activiste russe Alexander Goldfarb (en), un des principaux arguments de la défense pour contrer les accusations russes est la rencontre entre Zakaïev et Karantsev en 2001, alors que Zakaïev était déjà recherché par la Russie, et pendant laquelle Sergueï Iastrjembski (conseiller de Vladimir Poutine) a déclaré à la télévision russe que le gouvernement n'avait rien à lui reprocher.
Devant ces éléments, le 13 novembre 2003, la « Bow Street Magistrates Court » britannique rejette la requête russe d'extradition, motivée selon elle par des raisons purement politiques, et jugeant qu'il existait un risque de mauvais traitement en cas d’extradition « non justifiée et à caractère oppressif ». Pour les crimes relatifs à la force armée utilisée contre des combattants, ce n'est pas considéré comme une cause d'extradition en raison du contexte de « conflit armé interne ». Les autorités russes répondent en accusant le tribunal de « double standards », car s'opposant à l'idée russe de considérer les séparatistes tchétchènes dans leur ensemble comme étant liés au terrorisme international. En effet Igor Ivanov, le ministre russe des Affaires étrangères avait comparé Zakaïev à Oussama ben Laden.
Certains députés du Parlement européen, Fodé Sylla, Michel Rocard, Catherine Lalumière et Daniel Cohn-Bendit, considèrent au contraire que Zakaïev construit la démocratie en Tchétchénie. En signe de solidarité, ils lui donnent un passeport de la liberté symbolique. D'autres le qualifient même de pacifiste.

### Asile politique
Le 29 novembre 2003, il se voit accorder l'asile politique par le Royaume-Uni. Il se rend ensuite en Allemagne et Pologne sans être inquiété. Pendant la prise d'otages de Beslan, il se met d'accord avec les autorités d'Ossétie du Nord pour se rendre sur place et tenter de négocier, mais la crise prend fin avant son arrivée,,.
À Londres, il se lie d'amitié avec le dissident Alexandre Litvinenko, qui est assassiné en novembre 2006. Zakaïev accuse ouvertement le président russe Vladimir Poutine d'avoir commandité cet assassinat! En 2007, la police britannique l'informe qu'il fait l'objet de menaces accrues juste avant la tentative d'assassinat sur Berezovsky. D'après le transfuge du KGB Oleg Gordievsky, Zakaïev avait été placé en deuxième position sur la liste des personnes à assassiner par le FSB, entre Berezovsky et Litvinenko.
Le 31 octobre 2007, il se désolidarise du « président » Dokou Oumarov (et de Movladi Oudougov (en)) lorsqu'il dissout la république tchétchène d’Itchkérie et proclame l'émirat du Caucase. Il appelle le reste du Parlement séparatiste à former un nouveau gouvernement. Le 20 novembre, dans la perspective de la formation d'un nouveau gouvernement, il démissionne de son poste de ministre des Affaires étrangères, mais déclare que ce n'est pas un abandon du « combat pour notre indépendance, notre liberté et pour la reconnaissance de notre État ».
Quelques jours plus tard, courant novembre 2007, il s'autoproclame Premier ministre du gouvernement séparatiste en exil à Londres,. Celui-ci nomme encore des représentants diplomatiques à l'étranger,.
Selon le livre Tchétchénie, an III de Jonathan Littell, paru en 2009, alors que la guerre semble être gagnée par le gouvernement fédéral russe, Akhmed Zakaïev aurait tenté de monnayer son retour au pays.